# ستار دراجي
ستار دراجي (بالفارسية: ستار دراجی) هو مهاجم كرة قدم إيراني يلعب مع نادي نفط مسجد سليمان في دوري المحترفين الإيراني.

## روابط خارجية
- ستار دراجي على موقع قاعدة بيانات كرة القدم.إي يو (الإنجليزية)
- ستار دراجي على موقع Soccerway.com (الإنجليزية)